# 北海道道763号兜沼豊徳線

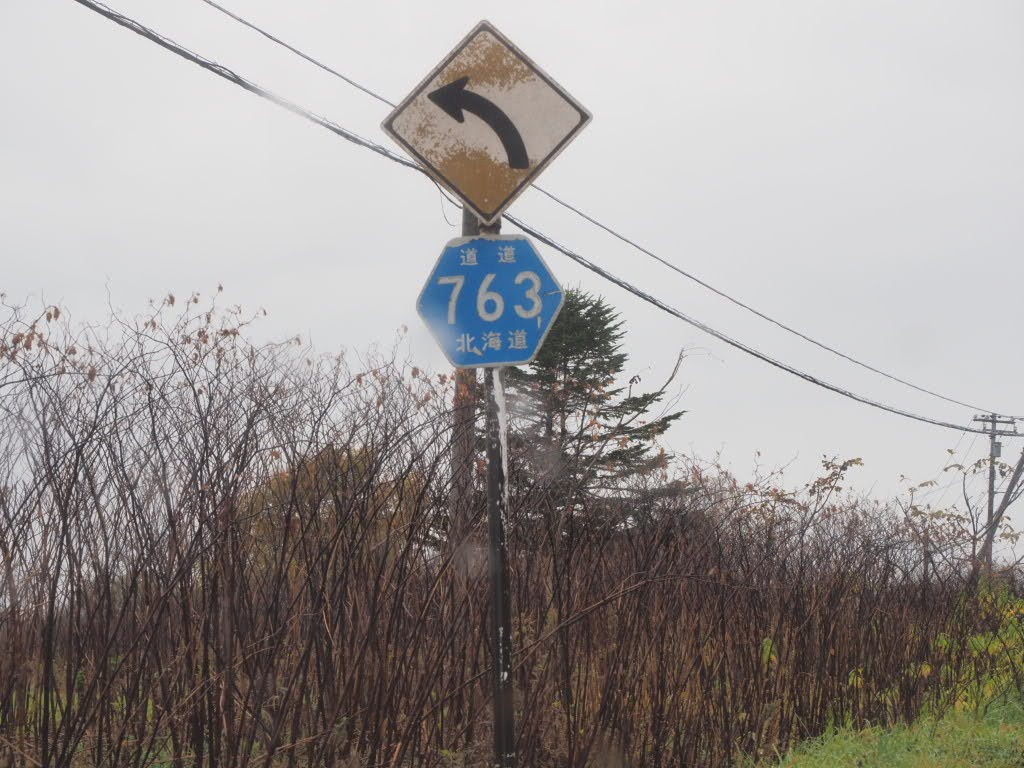
道道763号線標識

北海道道763号兜沼豊徳線（ほっかいどうどう763ごう かぶとぬまほうとくせん）は、北海道天塩郡豊富町内を結ぶ一般道道（北海道道）である。

## 概要

### 路線データ
- 起点：北海道天塩郡豊富町字兜沼（北海道道510号抜海兜沼停車場線交点）
- 終点：北海道天塩郡豊富町字豊徳（北海道道444号稚咲内豊富停車場線交点）
- 総延長：18.759 km
- 実延長：18.726 km
- 重用延長：0.033 km

### 道路管理者
- 宗谷総合振興局 稚内建設管理部 事業課

## 歴史
- 1972年（昭和47年）3月31日 - 路線認定[1]。

## 地理

### 通過する自治体
- 宗谷総合振興局
  - 天塩郡豊富町

### 交差する道路
豊富町
- 北海道道510号抜海兜沼停車場線 - 字兜沼（起点）
- 北海道道444号稚咲内豊富停車場線 - 字豊徳（終点）

### 沿線にある施設など
豊富町
- 豊富町立兜沼小中学校